# マルティン・カンパーニャ
マルティン・ニコラス・カンパーニャ・デルガド（Martín Nicolás Campaña Delgado, 1989年5月29日 - ）は、ウルグアイ・マルドナド出身の同国代表サッカー選手。アル＝バーティン所属。ポジションはゴールキーパー。

## 経歴

### クラブ
デフェンソール・スポルティングの下部組織でキャリアを始める。デポルティーボ・マルドナド在籍時の2007年1月にプロデビューし、半年後のにCAアテナスに移籍。翌シーズンにはプリメーラ・ディビシオンのセロ・ラルゴFCに加入した。2010-11シーズンにはラシン・クラブ・デ・モンテビデオへの期限付き移籍でプレーした。1年でセロ・ラルゴにレンタルバックすると、クラブは2011-12シーズンを4位で終えコパ・スダメリカーナ2012の出場権を獲得した。
2013年よりユース時代を過ごしたデフェンソールに復帰。2012-13シーズンのクラウスーラで優勝を経験し、最優秀ゴールキーパーに選出された。2016年1月11日、1年半のローンでCAインデペンディエンテに加入することが発表された。

### 代表
2009 FIFA U-20ワールドカップのメンバーとして招集されチームは決勝トーナメントに進出したが、自身に出場機会は訪れなかった。
オスカル・タバレス監督により、ロンドンオリンピック代表選手に選ばれた。
2016年5月27日に行われたトリニダード・トバゴとの親善試合において81分にマルティン・シルバとの交代でフル代表デビューを果たした。

## 代表歴

### 出場大会
- ウルグアイ代表
  - 2018 FIFAワールドカップ

### 試合数
- 国際Aマッチ 9試合 0得点（2016年-2020年）[5]

| ウルグアイ代表 | 国際Aマッチ | 国際Aマッチ |
| 年             | 出場        | 得点        |
| -------------- | ----------- | ----------- |
| 2016           | 1           | 0           |
| 2017           | 0           | 0           |
| 2018           | 2           | 0           |
| 2019           | 2           | 0           |
| 2020           | 4           | 0           |
| 通算           | 9           | 0           |

## タイトル
デフェンソール
- プリメーラ・ディビシオン：2011-12クラウスーラ

インデペンディエンテ
- スルガ銀行チャンピオンシップ：2018